# Allothele teretis
Espèce
Allothele teretis est une espèce d'araignées mygalomorphes de la famille des Euagridae.

## Distribution
Cette espèce est endémique du KwaZulu-Natal en Afrique du Sud,.

## Description
La carapace du mâle syntype mesure 3,9 mm de long sur 3,2 mm.

## Publication originale
- Tucker, 1920 : Contributions to the South African Arachnid Fauna. II. On some new South African spiders of the families Barychelidae, Dipluridae, Eresidae, Zodariidae, Heracliidae, Urocteidae, Clubionidae. Annals of the South African Museum, vol. 17, p. 439-488 (texte intégral).